# Рей (Алабама)
Рей (англ. Ray) — переписна місцевість (CDP) в США, в окрузі Куса штату Алабама. Населення — 326 осіб (2020).

## Географія
Рей розташований за координатами 32°52′50″ пн. ш. 86°2′2″ зх. д. / 32.88056° пн. ш. 86.03389° зх. д. (32.880419, -86.033965).  За даними Бюро перепису населення США в 2010 році переписна місцевість мала площу 21,36 км², з яких 21,25 км² — суходіл та 0,12 км² — водойми.

## Демографія
Згідно з переписом 2010 року, у переписній місцевості мешкали 443 особи в 195 домогосподарствах у складі 130 родин. Густота населення становила 21 особа/км².  Було 233 помешкання (11/км²).
Расовий склад населення:
| - 65,9 % — білих - 16,3 % — чорних або афроамериканців - 2,7 % — вихідців з тихоокеанських островів - 1,1 % — азіатів - 0,2 % — корінних американців - 13,5 % — осіб інших рас |

До двох чи більше рас належало 0,2 %. Частка іспаномовних становила 17,4 % від усіх жителів.
За віковим діапазоном населення розподілялося таким чином: 18,3 % — особи молодші 18 років, 64,5 % — особи у віці 18—64 років, 17,2 % — особи у віці 65 років та старші. Медіана віку мешканця становила 42,3 року. На 100 осіб жіночої статі у переписній місцевості припадало 105,1 чоловіків;  на 100 жінок у віці від 18 років та старших — 112,9 чоловіків також старших 18 років.
Середній дохід на одне домашнє господарство  становив 47 015 доларів США (медіана — 45 909), а середній дохід на одну сім'ю — 52 211 долар (медіана — 56 563). За межею бідності перебувало 5,8 % осіб, у тому числі 0,0 % дітей у віці до 18 років та 0,0 % осіб у віці 65 років та старших.
Цивільне працевлаштоване населення становило 283 особи. Основні галузі зайнятості: науковці, спеціалісти, менеджери — 31,8 %, мистецтво, розваги та відпочинок — 13,8 %, сільське господарство, лісництво, риболовля — 13,4 %.